# Gipf-Oberfrick
Gipf-Oberfrick é uma comuna da Suíça, situada no distrito de Laufenburg, no cantão de Argóvia. Tem 10,17 km² de área e sua população em 2018 foi estimada em 3.542 habitantes.